# Rio de San Zulian

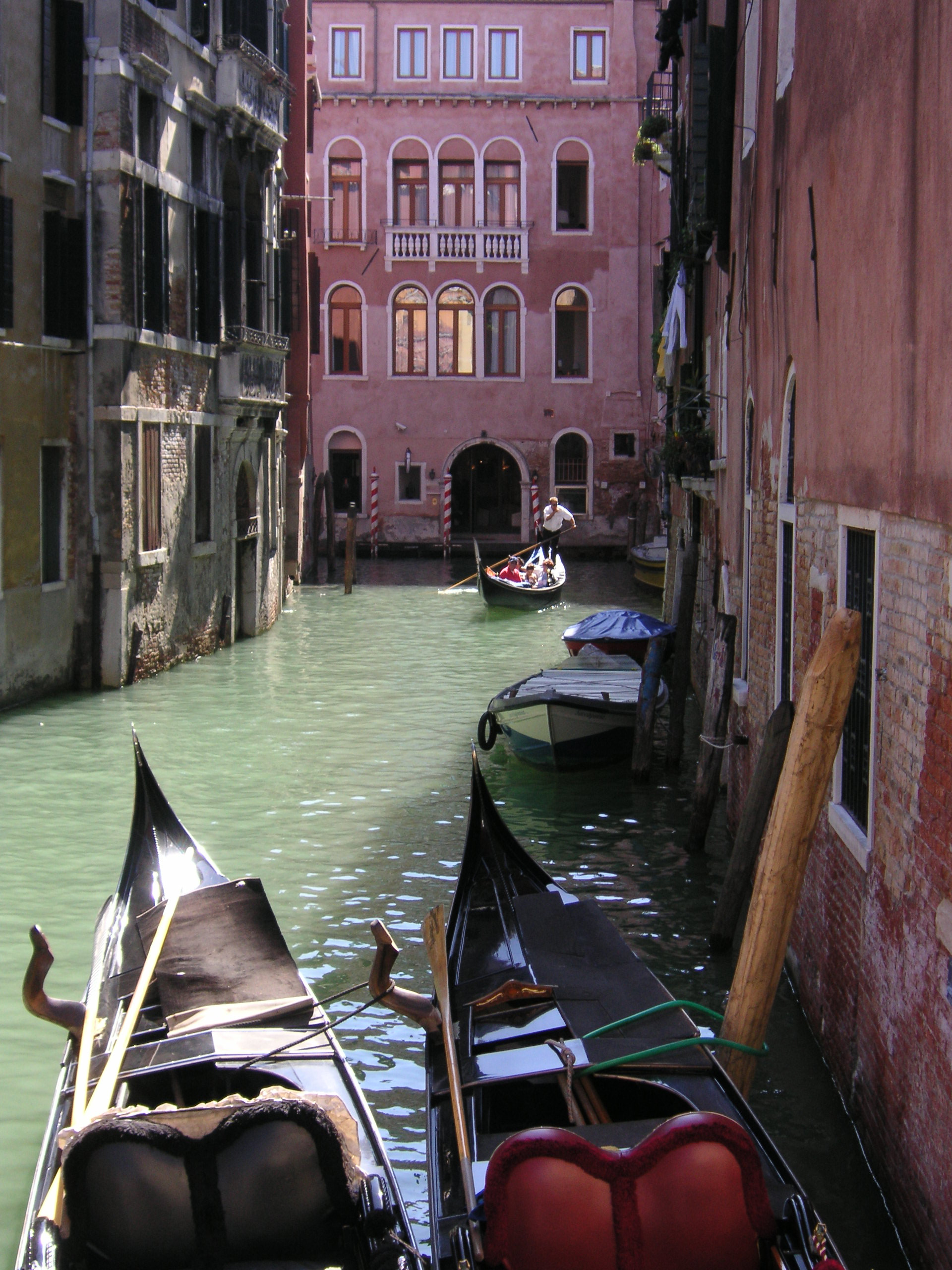
Canalul văzut către sud şi Palatul Quartieri.

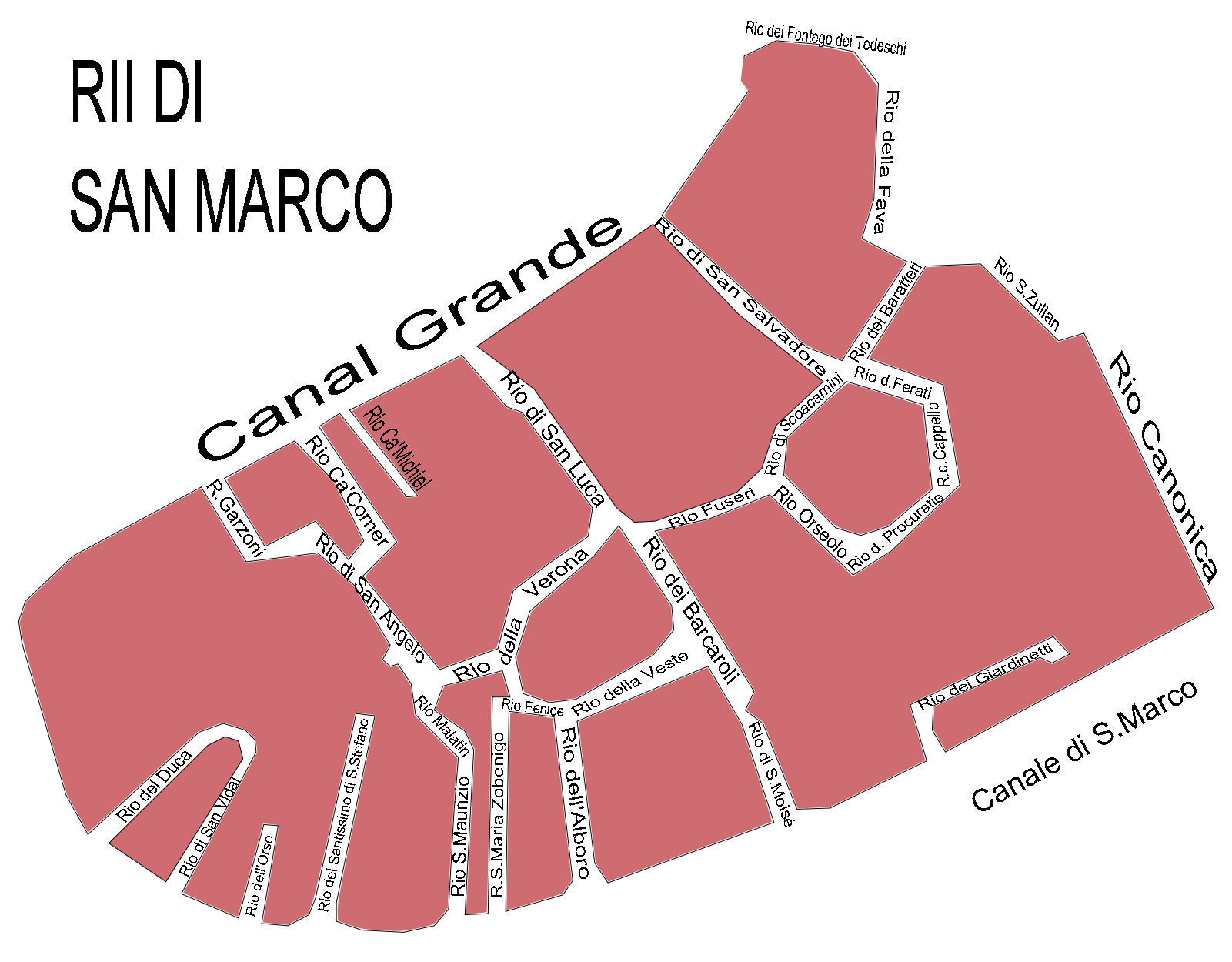
Harta canalelor din sestiere San Marco.

Rio de San Zulian (în italiană Rio di San Giuliano; canalul Sfântul Iulian) sau rio de la Guerra este un canal din Veneția care formează granița între sestierele Castello și San Marco. 

## Descriere
Rio de San Zulian are o lungime de 193 de metri. El prelungește rio del Mondo Novo de la intersecția sa cu rio de la Canonica către nord-vest, apoi spre vest pentru a se prelungi în rio de la Fava de la intersecția cu rio dei Bareteri.

## Origine
Numele San Zulian provine de la biserica San Zulian din imediata apropiere. 
Cuvântul Guerra, folosit și la alte poduri, provine de la luptele de stradă care aveau loc în aceste locuri.

## Localizare
Pe malul acestui canal se află:
- Palatul Tasca Papafava pe malul său estic;
- parohia San Zulian pe malul său vestic.

## Poduri
Canalul este traversat de patru poduri, de la sud la nord:

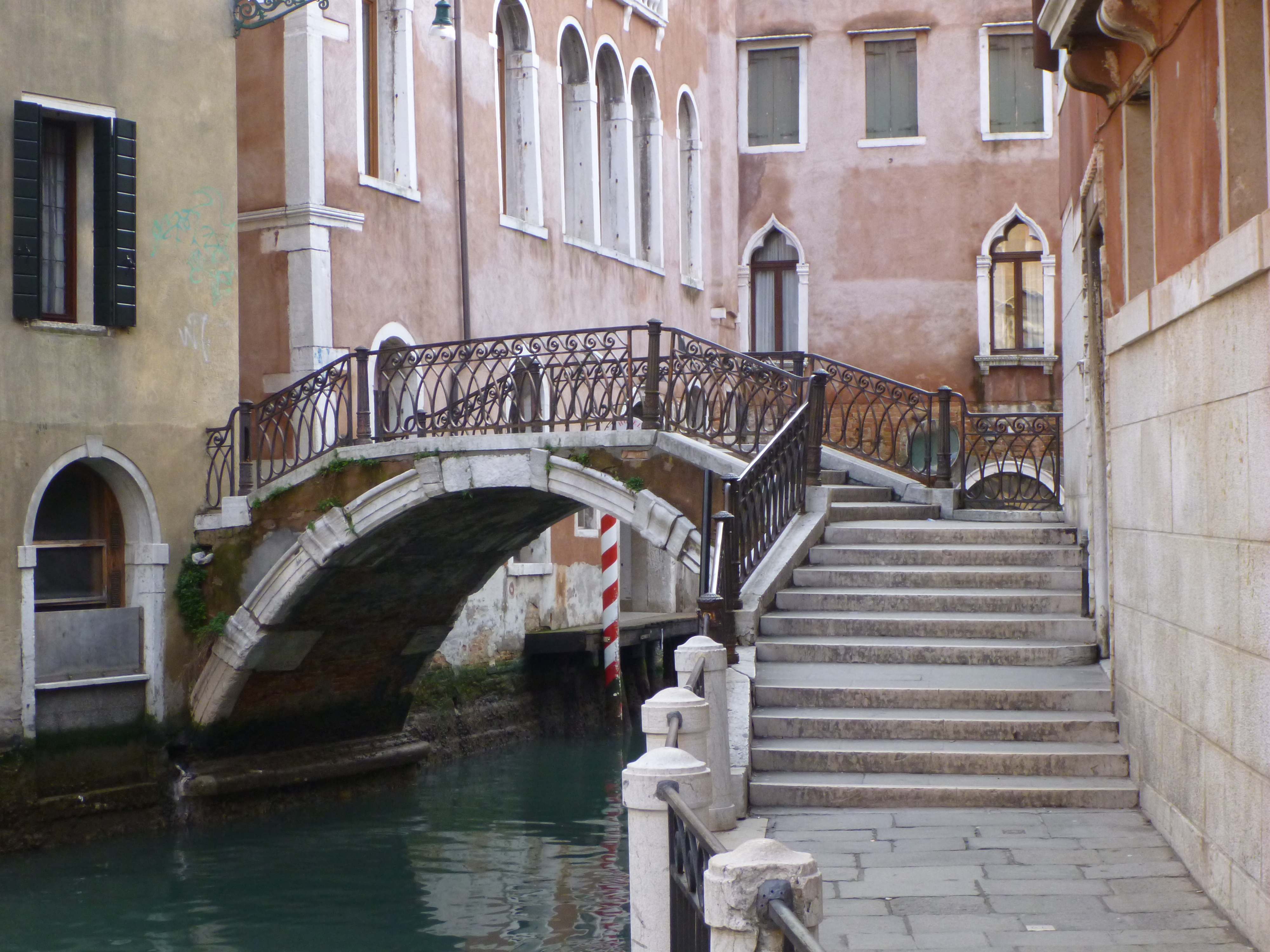
Ponte de l'Anzolo (podul îngerului) care conectează calle de l'Anzolo şi fondamenta de l'Anzolo
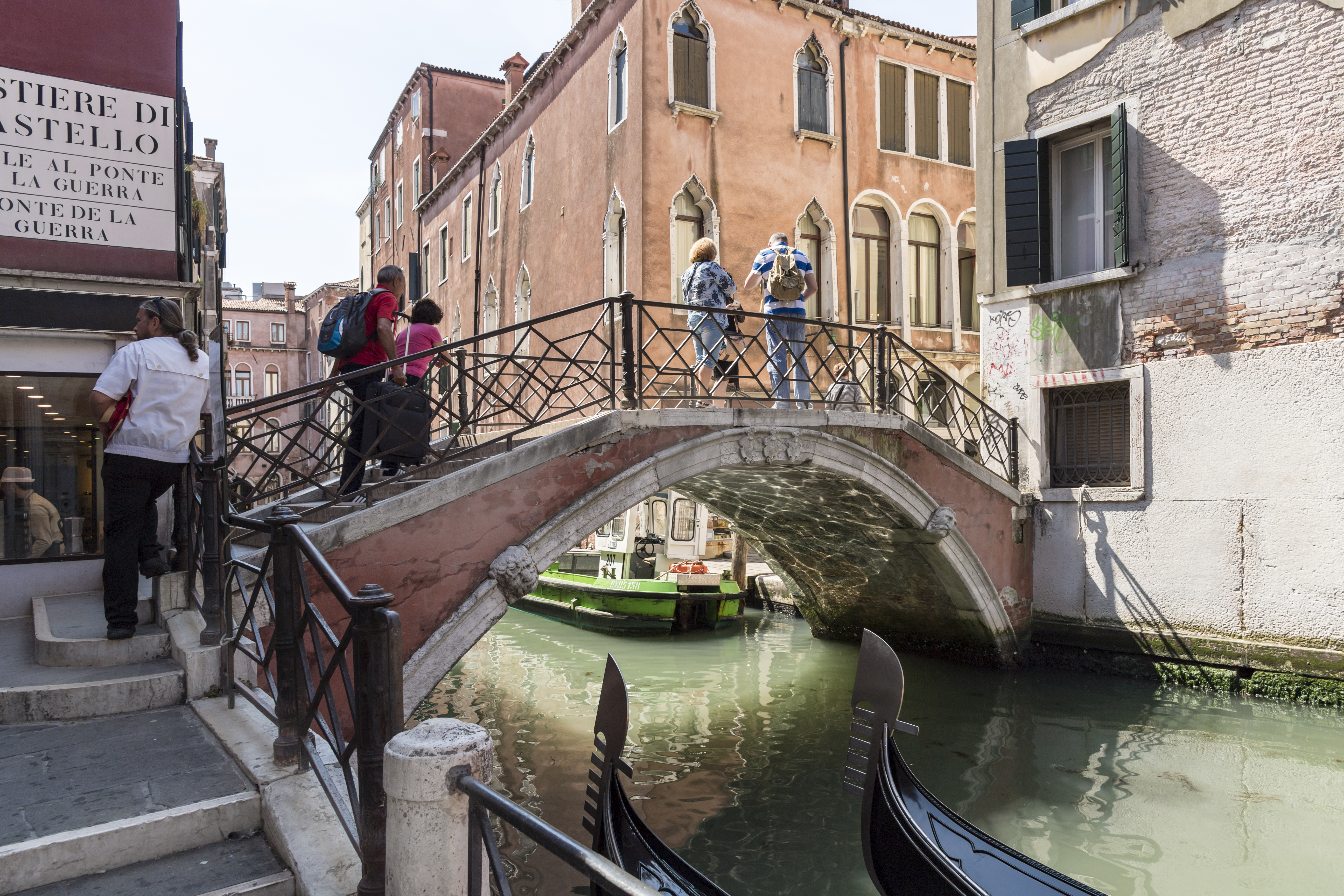
Ponte de la Guerra care conectează campo de la Guerra şi calle de la Guerra
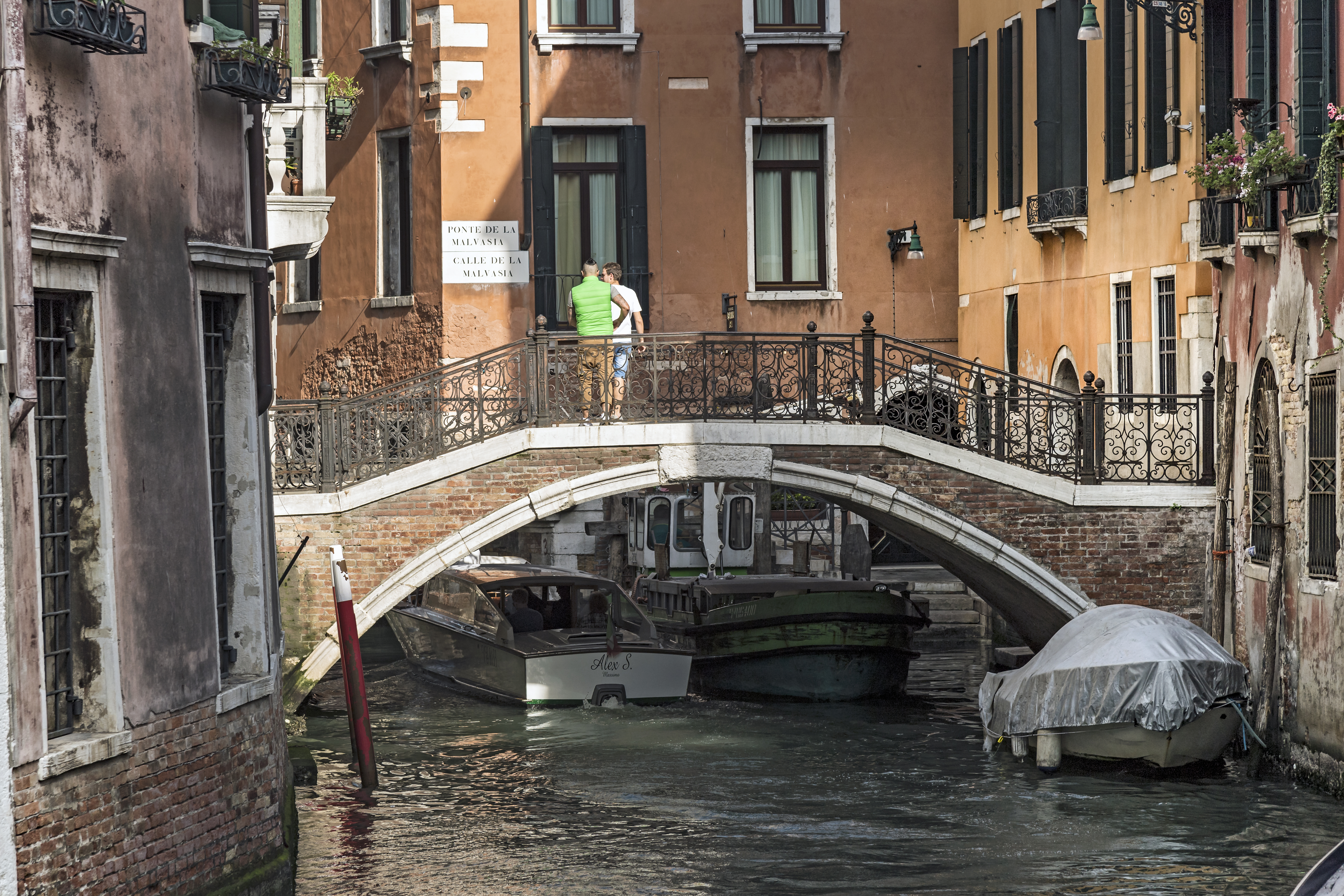
Ponte Balbi care conectează calle Balbi şi Calle Sant'Antonio
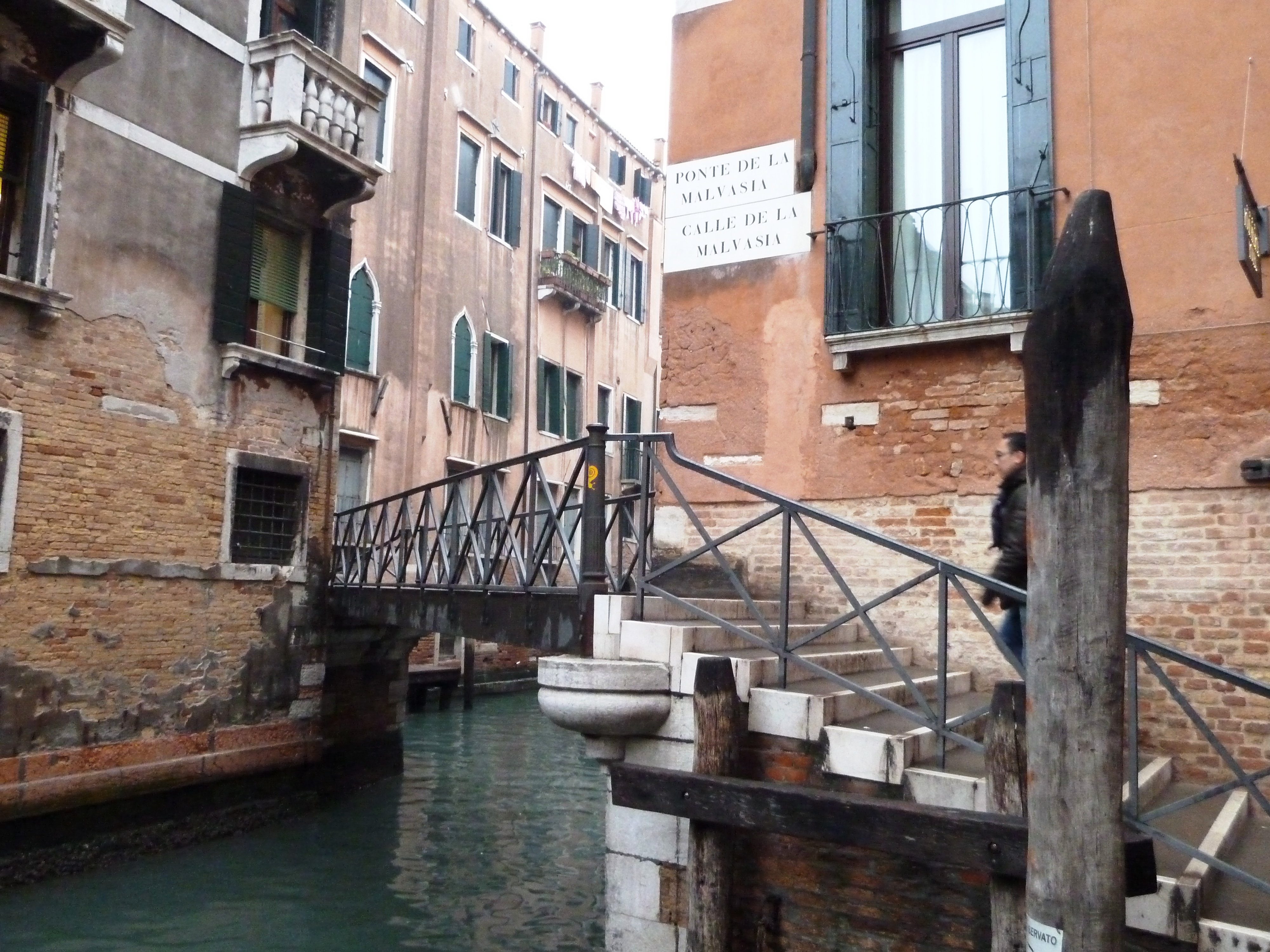
Ponte de la Malvasia care conectează calle de la Malvasia şi Piscina San Zulian